# Mesembryanthemum exalatum
Mesembryanthemum exalatum är en isörtsväxtart som först beskrevs av Gerbaulet, och fick sitt nu gällande namn av Klak. Mesembryanthemum exalatum ingår i Isörtssläktet som ingår i familjen isörtsväxter. Inga underarter finns listade i Catalogue of Life.